# Cupola di Ferro
Il sistema Cupola di Ferro (in inglese Iron Dome; in ebraico כיפת ברזל‎?, kipat barzel; in yiddish אײַזערנער קופּאָל‎?, Ayzerner Kupol) è un sistema d'arma mobile impiegato in Israele per la difesa antimissile, sviluppato dalla RAFAEL, progettato per la difesa di punto e di piccole città, in grado di intercettare razzi a media velocità e proiettili di artiglieria con traiettoria balistica. Il sistema è dotato di un radar EL/M-2084 MMR della Elta e missili Tamir della RAFAEL. Pensato come contromisura difensiva per la minaccia dei razzi Grad e Katjuša lanciati dalla Striscia di Gaza, dalla Siria, dal Libano o dalla penisola del Sinai contro le popolazioni di Israele vicine ai confini, è stato dichiarato operativo nel marzo 2011. Viene presentato come capace di intercettare minacce a corto raggio dai 3 ai 72 km in tutte le situazioni meteo.

## Antefatto
Gli Hezbollah libanesi cominciarono a lanciare razzi nel nord di Israele negli anni novanta, lanciando così una nuova sfida alle Forze di difesa israeliane, che ipotizzarono così lo sviluppo di un proprio sistema antimissile a corto raggio. Nonostante lo scetticismo del Pentagono e di parte della popolazione israeliana, nel 2004 l'idea della Cupola di Ferro riprese vita con la nomina del brigadier generale Daniel Gold, tenace sostenitore del progetto, a capo del settore ricerca e sviluppo delle forze armate israeliane.
Durante la seconda guerra del Libano (2006), gli Hezbollah libanesi spararono circa 4 000 razzi (per lo più razzi Katjuša) che colpirono il nord di Israele, includendo il porto di Haifa, uccidendo 44 civili e forzando all'evacuazione di 250 000 persone, mentre circa 1 000 000 di cittadini erano confinati dentro o vicino a rifugi anti-bomba durante il conflitto.
La risposta di Israele a questo nuovo tipo di minaccia giunse nel febbraio 2007 per bocca del ministro della difesa Amir Peretz, che scelse la Cupola di Ferro dell'azienda israeliana Rafael Advanced Defense Systems quale soluzione per limitare i danni causati dai razzi. Proprio un anno dopo, nel sud di Israele, i miliziani di Hamas lanciarono più di 3 200 tra razzi e colpi di mortaio dalla Striscia di Gaza. La maggior parte erano rudimentali razzi Qassam, ma dal 2008 Hamas ha messo in campo razzi Grad da 122 mm e mortai da 120 mm di contrabbando con una gittata e un potenziale letale maggiore rispetto ai Qassam. Circa 1 000 000 di israeliani si trovano nel raggio di questi razzi.

## Specifiche
Il sistema è stato progettato per contrastare i razzi balistici a corto raggio e i proiettili d'artiglieria da 155 mm con una gittata di circa 70 km. Secondo la RAFAEL, la Cupola di Ferro può operare di giorno e di notte, sotto condizioni meteo avverse, ed è in grado di rispondere a molteplici minacce simultaneamente.
La Cupola di Ferro ha tre componenti:
- il radar "EL/M-2084 Multi-Mission Radar" per il rilevamento e inseguimento: costruito dalla ditta israeliana Elta;
- il sistema di gestione (Battle Management & Weapon Control - BMC): costruito dalla israeliana mPrest Systems;
- l'unità di fuoco dei missili: dispositivo mobile a rimorchio (simile ad un container) che può contenere venti missili "Tamir", l'intercettore vero e proprio, con sensori elettro-ottici, che cambia direzione grazie a otto impennaggi.

Il radar del sistema identifica il lancio del razzo, calcola la traiettoria, trasferisce quest'informazione al centro di controllo, che in seguito utilizza quest'informazione per determinare il luogo d'impatto previsto. Se il proiettile costituisce davvero una minaccia, il sistema spara un missile intercettore per provocare la detonazione del missile lontano dall'area d'impatto.

## Sviluppo

### Test

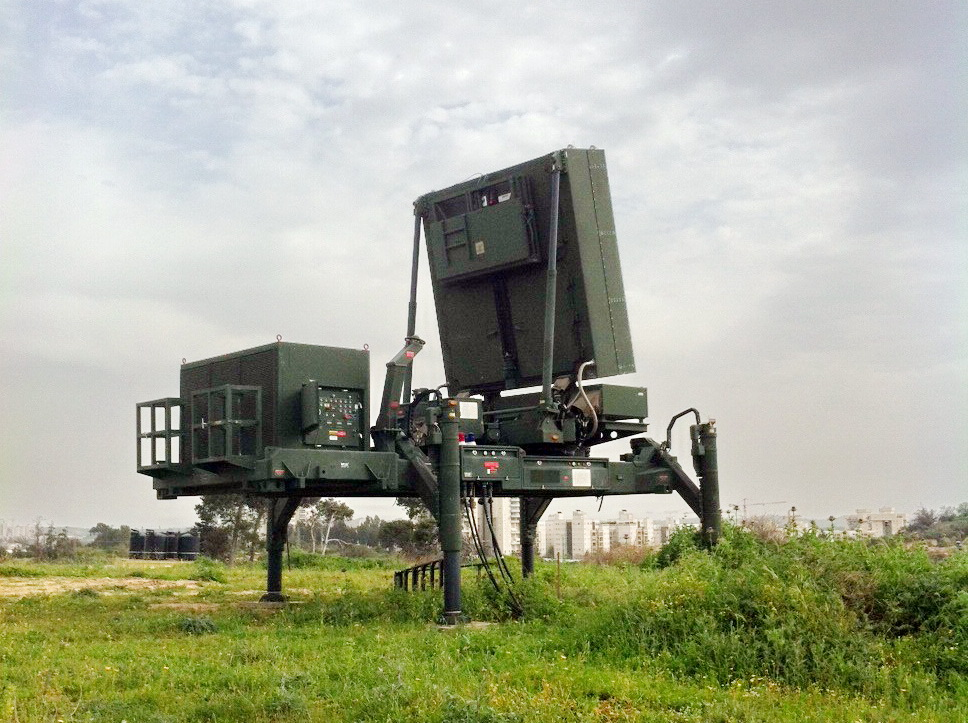
Il radar prodotto dalla Elta, cardine del sistema Cupola di Ferro

- Luglio 2008: il missile Tamir esegue con successo alcuni lanci di prova.[17]
- Marzo 2009: il sistema Cupola di Ferro intercetta con successo alcuni razzi che simulano le traiettorie dei missili Qassam e Katjuša.[18]
- Gennaio 2010: la Cupola di Ferro ha intercettato con successo un fuoco di sbarramento di molteplici missili.[19]
- Luglio 2010: nuova intercettazione di molteplici sbarramenti di razzi che simulavano i lanci dei Qassam e dei Katjuša. Durante le prove, Cupola di Ferro avrebbe determinato con successo quali erano i razzi diretti verso luoghi abitati e quali stavano dirigendosi verso campi aperti, non sparando a questi ultimi.[20][21]
- Marzo 2011: Cupola di Ferro viene dichiarato operativo dalle Forze di difesa israeliane e il ministro della difesa Ehud Barak ne autorizza il dispiegamento.[22][23]

### Finanziamento
Il 20 maggio del 2010 la Camera dei Rappresentanti U.S.A. (dopo insistenti pressioni del presidente Barack Obama, che riferiva di come la mancanza di finanziamenti avesse provocato gravi rallentamenti al programma) approvava un finanziamento di 205 milioni di dollari per lo sviluppo del sistema Cupola di Ferro. Questa decisione venne presa con una votazione quasi unanime 410-4. Il progetto di legge si chiama United States-Israel Missile Defense Cooperation and Support Act (H.R. 5327), ed era sponsorizzato dal delegato Glenn C. Nye dello stato della Virginia.
Il 9 maggio del 2011, il giornale Haaretz pubblicava che il direttore generale, il Generale Udi Shani, aveva affermato che Israele aveva piani per investire circa 1 miliardo di dollari negli anni a venire per lo sviluppo e la produzione delle batterie Cupola di Ferro.
(Generale Udi Shani.)

## Dispiegamento e impiego operativo
Il 19 luglio del 2010, il Ministero della Difesa di Israele annunciava che il sistema sarebbe stato operativo in novembre. All'inizio il sistema sarebbe stato posto nei pressi di Sderot, vicino alla Striscia di Gaza.
Nel gennaio 2013, le forze armate israeliane, decidono di installare 2 batterie di missili nella zona di Haifa e Safad. Il 6 febbraio viene schierata una terza batteria nel nord di Israele.

- Fine ottobre 2011: Durante un attacco con razzi Qassām e Fajr-5, lanciati dalla Striscia di Gaza, vengono abbattuti due razzi lanciati dai militanti dell'organizzazione terroristica palestinese di Hamas, anche se uno di questi colpisce un parcheggio, provocando l'incendio di alcune automobili e la morte di una persona[31] e il ferimento di altri israeliani.

Le popolazioni israeliane di Ashdod, Ashkelon, Be'er Sheva e Sderot, molto intimorite, rimasero nei rifugi predisposti, interrompendo le attività lavorative e scolastiche, sfidando così l'esortazione della IDF per il ritorno alla normalità. Una batteria di "Cupola di Ferro" è stata dispiegata nella "città della scienza" Rehovot.

## Commercializzazione all'estero
Secondo il Jerusalem Post, il Ministero della Difesa israeliano nel 2010 era "in trattative con un certo numero di paesi europei per la vendita del sistema di difesa Cupola di Ferro" per proteggere le forze NATO allora dispiegate in Afghanistan e in Iraq.

## Critiche

### Efficacia

#### Prima del dispiegamento
Prima del dispiegamento il sistema è stato criticato per l'incapacità di bloccare la minaccia dei lanci verso il sud della città di Sderot. Per via del ridotto tempo di volo dei razzi Qassam dalla striscia di Gaza al sud della città il sistema non sarebbe stato in grado di intercettare i razzi. Ufficiali della difesa israeliana risposero che miglioramenti del sistema avevano reso Cupola di Ferro operativo anche per i lanci a corto raggio.

#### Analisi basata su video YouTube
Un rapporto non pubblicato del 2013 di Theodore Postol, Mordechai Shefer e Richard Lloyd, sostenne che le statistiche di efficacia del sistema durante l'operazione Pilastro di difesa non erano corrette. Sebbene Postol avesse in precedenza lodato l'efficacia di Cupola di Ferro dopo aver studiato dei video presenti su YouTube nonché i rapporti delle intercettazioni e della polizia giunsero alla conclusione che il tasso di intercettazione delle testate era del 5% o inferiore. Postol giunse a queste conclusione tramite l'analisi di filmati non ufficiali di intercettazioni pubblicati da civili su YouTube.
L'Israeli Institute of National Security Studies pubblicò un dettagliato rapporto che confutava le affermazioni di Postol, definendo la sua ricerca "dubbia e senza accesso a dati credibili". La confutazione affermava:
Uzi Rubin scrive: "Come Postol ha raggiunto una conclusione così radicale? Ha fatto una serie di ipotesi sulle prestazioni di Cupola di Ferro, la maggior parte delle quali è errata, e ha esaminato video clip di pubblico dominio scattati da smartphone e fotocamere multimediali che mostravano le scie di fumo dei razzi intercettori Cupola di Ferro, ma in cui i razzi impegnati erano invisibili. Da questa immagine parziale del cielo, indovinava le geometrie di intercettazione che, abbinate alla sua grossolana sottovalutazione delle prestazioni di Cupola di Ferro, fornivano una stima intuitiva di un tasso di successo compreso tra il 5 e il 10 percento ... Le stime di Postol sono semplicemente sbagliate."

### Analisi dei rapporti dei danni
Postol ha inoltre utilizzato l'importo delle richieste di risarcimento presentate dall'Amministrazione Fiscale e il numero di segnalazioni di polizia israeliana (prese dal sito web della polizia israeliana) relative ai missili per sostenere la sua tesi. In relazione all'argomento di Postol basato sul numero di segnalazioni ricevute dalla polizia israeliana, l'Istituto israeliano di studi sulla sicurezza nazionale ha scritto: "Tuttavia, la polizia israeliana riferisce sulle chiamate dei cittadini, tra cui segnalazioni su frammenti cadenti, parti di razzi e frammenti vari.

#### Analisi delle perdite per razzo
Ricercatori pubblicarono nel 2018 un'analisi sul numero di morti, feriti e proprietà danneggiata dai razzi durante quattro conflitti. I conflitti analizzati sono stati la seconda guerra del Libano del 2006, l'operazione piombo fuso del 2008-2009, l'operazione Pilastro di difesa del 2012 e l'operazione Margine di protezione del 2014. Il documento confronta le ultime due operazioni (dove il sistema era operativo) con le prime due (dove il sistema non era attivo). I ricercatori giunsero alla conclusione che le batterie di intercettori fossero efficaci e in grado di ridurre le perdite per Israele.
Venne stimato che Cupola di Ferro aveva intercettato tra il 59 e il 75% di tutti i razzi minacciosi durante l'operazione Margine di protezione (2014). Per "Minaccia" si intende un razzo in grado di colpire aree popolate. Le intercettazioni probabilmente hanno impedito da $ 42 a $ 86 milioni di danni materiali, da tre a sei morti e da 120 a 250 feriti.
Al contrario, Cupola di Ferro apparentemente intercettò meno del 32% dei missili minacciosi durante Pilastro di difesa (2012), forse molto meno. Sono stati evitati al massimo due decessi, 110 feriti e 7 milioni di dollari di danni. La ricerca affermò anche che il numero di razzi su aree popolate è stato sottovalutato. Viceversa, il numero di razzi minacciosi segnalato dei report sembra esagerato. Pertanto, il tasso di intercettazione effettivo per il pilastro della difesa potrebbe essere stato nettamente inferiore a quello riportato.
Lo studio ha inoltre stimato che i miglioramenti delle difese civili israeliane, come le sirene di avvertimento e i rifugi più sicuri, hanno contribuito almeno allo stesso modo di Cupola di Ferro nel ridurre le morti e le ferite civili causate dai missili.
Questi risultati in parte concordano con i critici (come Theodore Postol) dell'efficienza di Cupola di Ferro durante il Pilastro della Difesa. Tuttavia, supportano anche i sostenitori (come Uzi Rubin) dell'efficacia del sistema durante Margine di protezione.